# Бернт Юганссон
Бернт Гаррі Юганссон (швед. Bernt Johansson; 18 квітня 1953, Гетеборг) — шосейний велогонщик зі Швеції, який був професійним велосипедистом з 1977 по 1981 рік. Учасник літніх Олімпійських ігрор 1972 року, також представляв свою країну на літніх Олімпійських іграх 1976 року в Монреалі, Квебеку, Канада, де він переміг у чоловічій індивідуальній гонці. За виступ нагороджений золотою медаллю газети «Свенска Даґбладет».